# 切爾尼齊亞 (科列茨區)
50°34′1″N 26°59′47″E / 50.56694°N 26.99639°E
切爾尼齊亞（烏克蘭語：Черниця），是烏克蘭西北部的村莊，隸屬里夫內州的里夫內區。該村始建於1577年，面積1.53平方公里，2001年人口650，人口密度每平方公里423.7人。